# 大長健一
大長 健一（おおなが けんいち、1923年1月1日 - 1970年9月19日 享年47歳 失血死）は、日本のヤクザ。大長組組長。福岡県北九州市門司区出身。「兇健」と呼ばれた。

## 大長組成立まで
大正12年（1923年）1月1日、福岡県門司市常盤町2丁目（現：福岡県北九州市門司区老松町）で生まれた。父・若一は、沖仲仕の小頭だった。部屋仲仕は常時30数人を抱えていた。母の名前は静江。弟は、大長定雄（後の大長組幹部）。幼い頃は、母方の姓である大塚を名乗っていた。静江の弟は、博徒・大塚兼雄だった。静江の妹・絹江と早死にした最初の夫との子供が、博徒・大塚重雄（中間市の大野一家・大野留雄組長の四天王の1人、竹下浅市の兄弟分）だった。絹江が再婚して土谷家の嫁となり、生んだ子供が、土谷誠（後の土谷組幹部）、土谷信義、土谷豊（後の土谷組初代組長）の土谷3兄弟だった。
昭和4年（1929年）、大長健一は、丸山尋常小学校に入学した。入学時から、大長健一は級友と喧嘩を始めた。同年夏ごろ、大長健一は学年の番長になった。
昭和9年（1934年）4月下旬、大長健一の仲間が、筑豊飯塚市からの転校生・宮崎斉蔵（通称：関門の虎。後の大長組幹部）に叩きのめされた。大長健一は、放課後、老松公園で、宮崎斉蔵と決闘をした。大長健一は、宮崎斉蔵を倒した。決闘後、大長健一は、宮崎斉蔵を自宅に案内し、傷の手当をした。その後、大長健一は、宮崎斉蔵にお好み焼きを奢った。これを契機に、大長健一と宮崎斉蔵は親友となった。
昭和10年（1935年）4月、大長健一と宮崎斉蔵は、丸山尋常小学校高等科に進学した。
昭和11年（1936年）、母・静江の妹・絹江（再婚して土谷家の嫁になっていた）が、土谷豊を生んだ。
昭和12年（1937年）3月、大長健一と宮崎斉蔵は、丸山尋常小学校高等科を卒業した。
昭和14年（1939年）ごろ、大長健一は、門司市で、宮崎斉蔵とともに事件を起こし、愛媛県宇和島市に逃亡した。同年、宮崎斉蔵は宇和島市である女性と知り合い、この女性の伝で、大長健一と宮崎斉蔵は関西に逃げた。その後、宮崎斉蔵は殺人事件を起こし、姫路市の少年刑務所に送られた。
昭和15年（1940年）、大長健一は門司市に戻った。同年、大長健一は、和布刈神社近くの料亭の板前で、不良グループの番長格の男と決闘した。大長健一は、雪駄で番長格の男の頬を張りながら、番長格の男の総絞りの帯の端を掴んで引っ張り、大島のお召しの着物をはだけさせた。それから、大長健一は、懐の鎧通しで、番長格の男の腹部を刺した。大長健一は、番長格の男から着物を剥ぎ取り、着物を番長格の着けていた帯で縛って、通りの屋根へ投げ捨てた。大長健一の仲間の1人が、屋根に投げ捨てられた着物を取りに行き、その家の者に頼み込んで、着物をその家の天井裏に隠した。大長健一は、強盗傷害で7年の刑を受け、佐賀市の少年刑務所に送られた。
大長健一が少年刑務所に入っている間に、国信春一が、門司市の番長格となった。
少年刑務所時代、大長健一と宮崎斉蔵は、それぞれの少年刑務所の中で刺青を入れた。大長健一は、背中に牡丹、腿に将棋の王将を入れた。
昭和17年（1942年）12月26日、港湾運送事業等統制令に基づき、関門港一帯の各荷役請負業者が合併し、関門船舶荷役株式会社（現：関門港運株式会社）が設立された。関門船舶荷役株式会社は、沖仲仕の小頭や部屋仲仕、それに関連する沖仲仕たちの合同会社だった。これにより、門司市の沖仲仕の組は解散し、沖仲仕の小頭制度は廃止され、沖仲仕の小頭たちは失職した。
昭和18年（1943年）、大長健一は、佐賀の少年刑務所から長野刑務所に移された。
昭和20年（1945年）6月29日午前0時15分から同日午前2時まで、門司市は、20機のB29の襲来により、門司大空襲に見舞われた。大長若一の家も、門司大空襲によって、全焼した。同年8月15日、終戦を迎えた。門司市は、応急対策として畑田町に、2軒長屋形式の戦災住宅を4棟造った。1軒には、6畳と3畳の部屋に、土間兼炊事場3畳分の間取りだった。大長一家は、畑田町の戦災住宅に引っ越した。
その後、暁部隊が、門司市内に「米軍が門司に上陸すると、米兵が女性を強姦し、子供を殺ろす。女性、子供、男も至急疎開した方がよい。そのために、門司港駅から臨時列車も用意される」という情報を流した。門司市民には、「戦後疎開」を行う者が出た。この間に、朝鮮連盟と中国連盟が手を結び、門司市に勢力を拡大した。
同年終戦後、大長健一の弟・定雄が、畑田町の戦災住宅に戻った。大長定雄は、小倉市での徴用中に胸を患った。大長定雄のもとには、10人ほどの仲間が集まってきた。その後、大長健一と宮崎斉蔵も、畑田町の戦災住宅に戻って来た。大長健一が戻ってくると、土谷3兄弟をはじめ、昔の仲間たちも畑田町の戦災住宅に集まった。大長健一を中心とする愚連隊が形成された。大長健一のグループは、朝鮮連盟の人間と出会うと、暴行を加えた。暴行を受けた朝鮮連盟の者の要請で、朝鮮連盟の集団が敵討ちに来たころには、大長健一のグループは逃げ隠れていた。大長健一たちは、引き揚げる朝鮮連盟の集団の跡をつけた。朝鮮連盟の集団が解散し、各人が分散した直後、大長健一たちは、集団の中で幹部クラスの人間に狙いをつけ、襲いかかって暴行を加えた。中国連盟は、大長健一ら日本人側と和解し、経済面に目を向けた。在日中国人は、キャバレー「月世界」、「大世界」を門司市に起こした。「月世界」、「大世界」の系列店は各地に作られた。朝鮮連盟は、濁酒（どぶろく）を飲ませる店などがある白木崎（現：北九州市門司区風師1、2丁目）の拠点を死守するようになった。宮崎斉蔵は、白木崎にいる朝鮮連盟を攻撃した。
同年終戦後、国信春一のもとに、戦前の仲間が集結した。
このころから、大長健一には、蛭子町などの女郎屋街から、ミカジメ料が届けられるようになった。
同年、大長健一は、飲食店で、国信春一と出会った。大長健一の若衆が、国信春一の若衆を突き飛ばし、洋剃刀で、国信春一の背中を切った。切られた国信春一は、外科病院に運ばれた。20針を縫う傷だった。国信春一は、傷が癒えた後、大長健一の舎弟となった。後に、土谷3兄弟の末弟・土谷豊が、国信春一の妻の妹と結婚した。
同年、宮崎斉蔵が、白木崎を平定して、白木崎に住居を構えた。
昭和21年（1946年）、大長健一は、知り合いのボクシング・ジムの会長から、熊本県人吉市の博徒の助太刀を依頼された。人吉市では、東京からの流れ者が、仲間を集めて勢力を増し、勝手に賭場を開いていた。大長健一は、大長定雄や土谷信義ら5人を連れて、人吉市に入った。大長健一は、人吉市に着くと、東京からの流れ者が開いていた賭場に直行して、賭場を襲い、賭場の有り金を奪い去った。大長健一たちは、人吉市の博徒が用意した女郎屋に宿泊した。東京からの流れ者は、その夜のうちに仲間を集めて、大長健一たちが宿泊していた女郎屋を包囲した。大長健一は、女郎屋の主人に頼んで、東京からの流れ者たちが女郎屋になだれ込んでくると、女郎屋の電気を全て止めさせた。大長健一たちは、暗闇に紛れて、東京からの流れ者たちに襲い掛かった。東京の流れ者側からは、死者が出た。その後、大長健一たちは、女郎屋の裏木戸から脱出し、人吉市の博徒が用意してくれていた外車で、人吉市の博徒一家の幹部・宮崎（後に大長健一の舎弟となった）とともに人吉駅に向かった。外車は、人吉市の博徒の知り合いである新聞社社長の物だった。人吉駅では、駅長が出迎えた。新聞社社長が人吉駅駅長に連絡を取ってくれていた。大長健一たちは、列車に乗って、人吉市の博徒一家の幹部・宮崎とともに、人吉市を離れた。大長健一たちは、福岡県宗像郡福間町（現：福岡県福津市）の福間競馬場に行った。スタンドの中央で、合田一家・合田幸一総長や工藤組・工藤玄治組長らと朝鮮連盟の者たちとの喧嘩が起こった。大長健一たちは、合田幸一や工藤玄治を応援して、朝鮮連盟の者たちを叩きのめした。その後、大長健一たちは、博多に入った。土谷信義は、人吉市での殺人の罪を1人で背負い、警察に自首した。土谷信義は、殺人罪などで、懲役7年の実刑判決を受けた。大長健一たちは、東京へ逃亡した。
昭和22年（1947年）夏ごろ、大長健一たちは、門司市に戻った。
同年9月24日午前1時30分ごろ、大長健一と大長定雄は、強盗をするため、門司市大積花園町の農業・寺田義一の敷地内に侵入した。寺田義一は飼い犬が吼えるので目覚め、半裸体のまま玄関に出た。大長定雄が、寺田義一をあいくちで刺殺した。大長健一たちは、玄関側の木の下に、陸軍用戦闘帽と懐中電灯を遺棄して、逃走した。大長定雄は、大長健一の若衆・河辺修一とともに、山口県に逃げた。同年11月23日午前1時ごろ、大長定雄と河辺修一は、徳山駅で、不審訊問を受けて、徳山警察署（現：周南警察署）署員に逮捕された。大長定雄は、門司警察署に移送され、寺田義一殺害を自供した。やがて、大長健一も逮捕され、留置場で取り調べを受けた。大長健一は、「夜半、大長定雄が1人で家を抜けたので、心配になってこっそり後をつけて行った」と殺人現場に行ったことは認めたが、共謀共犯については否認し、後は無言を通した。大長健一は拘留を解かれた。
門司警察署は、宮崎斉蔵に対しても、捜査網を敷いた。夜、宮崎斉蔵は、機雷で封鎖されていた関門海峡を、泳いで渡り、捜査網を突破して、下関市に上陸した。宮崎斉蔵は、この行動から、「関門の虎」と呼ばれるようになった。
このころから、大長健一のグループは、大長組と呼ばれるようになった。

## 大長組成立から急行高千穂号事件まで
昭和24年（1949年）10月11日、門司港が『開港宣言』をした。
昭和25年（1950年）6月25日、朝鮮戦争が勃発した。同年6月28日、北朝鮮は、韓国の首都ソウルを陥落させた。同年6月29日、小倉市の米軍歩兵第24師団が、小倉港と門司港から出動した。同年7月1日、マッカーサーの指令で、門司港が米軍の専用港に決定した。大長組ルートで、手配師が沖仲仕100人を集めた。
このころ、大長健一は、郵便配達夫の松村武夫（後の大長組幹部。本名は洪炳烈）と知り合った。松村武夫は、郵便局局員を辞めたところで、大長健一から舎弟名乗りを許され、名前を「松村武旺」と改めた。
このころ、父・若一が浮気をしたことから、母・静江と夫婦喧嘩となった。静江は、大長若一を畑田町の戦災住宅から追い出した。大長若一は、門司市白木崎に移り、別居した。
このころ、豊島一広（後の大長組幹部。金庫番兼代貸格）が、大長組に入った。豊島一広は、大長健一の妹・清子と結婚した。
昭和27年（1952年）、土谷信義が、6年の務めで、出所した。
昭和28年（1953年）、港湾労働者のストが決行された。二つの港湾会社が、大長組と小倉市の野中組に頼み、ピケ隊が手薄となった午前6時に、スト破りを行った。
同年6月21日ごろ、大長健一は保釈され、十二指腸潰瘍で病院に入院した。2ヶ月ほどの安静加療が必要だった。
同年、大長健一は、人吉市の博徒一家の幹部・宮崎と、宮崎を弟とする兄弟盃を交わした。
同年、大長組の若衆が、若松市で行った興行で、韓国人の山本国夫（韓国名は鄭）と揉めた。両者は、若松市で手打ち式を行った。同日、大長健一は、別府市の石井一郎（通称は別府のジャギ。本名は山川一郎。後の三代目山口組直参）・中間市の柳川次郎（通称はマテンの黒シャツ。本名は梁元鍚。後の三代目山口組直参）と、石井・柳川を弟とする兄弟盃を交わした。立会人は、小倉市のテキヤ村上組・村上義一組長（本名は沢田義一。山口組三代目・田岡一雄の舎弟）と、村上組若頭格・長谷川則だった。このとき、石井一郎は、村上義一の若衆だった。大長健一は、豊島一広を伴って、服役中の大長定雄を訪ね、人吉市の博徒一家の幹部・宮崎、石井一郎、柳川次郎を舎弟としたことを伝えた。
同年、大長定雄が出所した。大長定雄の放免祝いに、石井一郎、柳川次郎、柳川の舎弟・福田留吉が出席し、互いの顔合わせを行った。その後、宮崎斉蔵も出所した。
同年9月下旬、大長健一は、門司市日出町の映画館で、ソフィア・ローレンの映画を見ている最中に、君子と知り合った。大長健一は、大長定雄の若衆・小山田淳に君子を探させ、君子に大長の入院する病院に来るように伝えた。君子が病院を訪ねると、大長健一は求婚し、君子は結婚を承諾した。その日のうちに、大長健一と君子は、畑田町の戦災住宅に戻り、夕方から結婚式を行った。このとき、君子は20歳だった。
同年、大長健一の戦災住宅の家では、3畳間に接して、3畳間が増築された。その後、6畳間に面して、3畳の部屋が増築され、その先に屋根を出して、炊事場とし、それまでの土間が玄関となった。昭和30年（1955年）以降、大長健一の戦災住宅は、度々増改築された。6畳に面した濡れ縁とトイレを壊し、そこに4畳半の部屋が造られた。鶏小屋があった庭には、6畳間に接して、8畳の部屋が造られ、その先に風呂とトイレが造られた。
このころ、石井一郎は、大分県中津市のテキヤ吉富組から、カスリを取られていた。柳川次郎は、吉冨組・吉富政男組長の舎弟だった。同年、豊島一広と土谷3兄弟の末弟・土谷豊は、石井一郎と柳川次郎と連絡を取り、吉富政男が別府市の石井一郎のところに集金に来る日時を訊いて、別府駅前で吉冨政男を待った。吉冨政男が吉冨組の共の者とともに改札口を出たところで、豊島一広と土谷豊が、吉冨政男に対し、石井一郎の元には行かず中津市に返るように、要求した。そして、豊島一広は、土谷豊と石井一郎とともに吉冨組に赴き、そこで石井一郎に対するカスリについての話合いを持つことを提案した。吉冨政男は提案を了承し、中津市に帰った。豊島一広と土谷豊と石井一郎の3人は、柳川次郎の案内で、別府市から中津市に向かい、吉富政男の自宅兼事務所で、吉富政男と話合いを持った。豊島一広は、吉富政男に、石井一郎からのカスリの放棄を要求した。吉富政男は要求を拒否し、筋を通すように求めた。板ばさみになった柳川次郎は、断指して、吉富政男に詫びを入れた。吉冨政男は、豊島一広の要求を全て呑んだ。吉冨組は、大長組に和解金30万円を支払い、別府市への進出を止めることで、話がついた。
その後、大長健一は石井一郎と対立した。柳川次郎が大長と石井の和解をさせようとしたが、不調に終わった。
同年10月、柳川次郎は、この一件を契機に、吉冨組から離れ、大阪に戻った。
同年12月ごろ、石井一郎は、別府市で石井組を結成した。石井一郎は、村上義一から、別府市浜脇町の貸席「新都」を譲り受け、「新都」を石井組事務所としても使った。石井一郎は、テキヤの井田組・井田栄作組長（後の別府市市議会議員）と対立した。井田栄作は、大分県露天商組合や興行組合の理事長を務めていた。
同年の年末、大長組は、テキヤとの縁ができたこともあって、注連縄や門松、餅などの正月用品を製作・販売し始めた。同年12月28日から12月31日まで、大長組の若衆は、畑田町の空き地に臼を並べて、餅つきを行った。妻・君子は餅米と磨いでいたが、体調不良の為、火鉢に当たって休んだ。母・静江が、君子が休んでいることを咎めた。大長健一が間に入って、静江をなだめた。それ以降、君子と静江が衝突することはなかった。
このころ、大長組若衆の宝田博や河辺修一らが、ヒロポン中毒に陥っていた。大長健一は、大長組内で、ヒロポンを禁止した。
昭和29年（1954年）、大長健一は、ヒバリと云う女性を愛人にし、畑田町の戦災住宅に住まわせた。
同年、大長健一は、中間市の大野留雄の四天王の1人・竹下浅市を狙って、別府市内の竹下の愛人宅を襲った。竹下浅市は来客とともに外出しており、不在だった。続いて、大長組若衆・河辺修一と、大長組若衆・山本清（後の四代目工藤會土谷組相談役）が、門司市蛭子町の竹下浅市の愛人宅を襲った。竹下浅市は不在だった。大長組の竹下浅市襲撃に、竹下の兄弟分・大塚兼雄が激怒して、門司市畑田町の大長健一の戦災住宅に怒鳴り込んできた。大塚兼雄の仲裁で、大長健一と竹下浅市は和解した。
同年秋、大長組組員・小山田淳が、門司市蛭子町の遊郭街で、黒人のGIに殴打され、頬骨から顎への陥没骨折で、全治1ヶ月の重傷を負った。
同年10月1日夜、大長健一は、畑田町の戦災住宅の自宅で、激しい腹痛を訴えた。妻・君子が医者を呼んだ。大長健一は急性の中毒性肝炎だった。医者は解熱剤の注射をし、点滴を行った。同年10月2日朝、再度、医者が大長健一宅を訪れ、大長に点滴を行った。同日夕方、大長健一の発熱が収まった。同年10月3日午前1時すぎ、大長健一と君子の間に、長男が誕生した。
同年11月19日夜、門司市蛭子町の遊郭街で、米軍芦屋基地部隊のジョン・リーチ2等兵ら2人の黒人のGIが、飲食店で暴れ、店の女性2人に暴行を加えた。飲食店店主が、大長健一宅を訪ね、大長健一に急報した。大長健一は、飲食店店主とともに蛭子町の遊郭街に走った。松村武旺も、大長健一を追った。大長健一が、1人のGIの腹部を、鎧通しで刺した。松村武旺が、もう1人のGIを煉瓦で殴打した。2人のGIは1週間の傷を負った。門司警察署は、大長健一と松村武旺を指名手配した。
同年12月28日から12月31日まで、大長組の若衆は、畑田町の空き地に臼を並べて、正月用品用の餅つきを行った。大長組若衆・山本清と大長組若衆・斉藤和雄（後の四代目工藤會土谷組副組長）が初めて、餅つきに参加した。
昭和30年（1955年）5月12日午後5時ごろ、若松市田町1丁目の幸松旅館横の路上で、幸松旅館に宿泊中だった大長健一と松村武旺と石井一郎は、山本国夫（韓国名は鄭）ほか数名と、勢力争いから喧嘩となった。松村武旺は、日本刀で、山本国夫の背中や腕などを切りつけ、持っていた拳銃の銃把で、山本国夫の額を殴打し、1ヶ月の重傷を負わせた。同日午後11時すぎ、若松警察署は、大長健一と松村武旺と石井一郎を、門司や別府の各警察署に指名手配した。石井一郎は、自ら罪を被って、警察に自首した。大長健一、松村武旺は逃亡した。大長健一の自宅の留守は、大長定雄や宮崎斉蔵、河辺修一らが守った。山本清、斉藤和雄ら3人が昼夜にわたって、大長健一の自宅に詰めた。大長健一は、たまに自宅に顔を見せ、3日ほど居ては、また姿をくらませた。石井組は、大長健一や松村武旺らに、逃走資金を提供していた。
このころ、大塚重雄は別府市に移り、石井組の胴師をはじめとする博打を仕切るようになった。
その後、門司市浜町のキャバレー「大世界」で、大長定雄、宮崎斉蔵ら数名と門司市大理の前田組の幹部、西井、倉田ら数名が乱闘となった。前田組の西井や倉田が、「大世界」の支配人に頼んで、大長組にビールを届けさせたが、大長定雄らが拒否したためであった。大長組の1人が、畑田町の大長健一宅に連絡を入れると、大長組組員・宝田博が「大世界」に急行した。宝田博は、前田組倉田を、鎧通しで刺殺した。宮崎斉蔵も割れたビール瓶で腹部を刺され、病院へ直行した。傷が回復した宮崎斉蔵は、門司市祇園町の路上で、何者かに至近距離から狙撃され、腹部を貫通する銃弾を受けて重傷を負い、入院した。後日、逃亡中の大長健一は、キャバレー「大世界」い乗り込み、ボーイに支配人を呼ぶように要求した。ボーイは、支配人が出張中であることを告げた。大長健一は、「大世界」の店内で、拳銃を乱射し、逃亡した。その後、大長健一は、小倉市で配下と合流し、キャバレー「モナコ」に向かった。大長健一が「モナコ」に入店しようとすると、支配人が満席を理由に断った。大長健一は、「モナコ」の支配人を、店近くの暗がりに連れ込んで、拳銃で撃ち、重傷を負わせた。その後、前田組は門司市大里から小倉市に撤退した。
同年秋ごろから、石井一郎は、大長健一や松村武旺に対する逃走資金の提供を拒否し始めた。
同年10月2日、中津市で、大長組組員が石井組組員・若山右を殺害した。
同年12月8日、石井組幹部・宮脇興一（後の三代目山口組若中。一和会専務理事）は大長組幹部・松村武旺を狙撃し、重傷を負わせた。
昭和31年（1956年）3月、土谷信義は、石井一郎と四分六の兄弟盃を交わし、石井一郎の舎弟となった。同月、土谷誠・土谷豊・土谷信義の土谷3兄弟や大長組組員・稲葉実（後の五代目山口組若中）が石井組に移った。石井一郎は、土谷誠に佐伯市の地盤を与えて、そこに住まわせた。その後、大長組組員・河辺修一も、大長健一の愛人・ヒバリを連れて、石井組に移った。
同年9月11日、石井組系中津金本組組長らは、中津市で大長組組員・小山田淳を拳銃で狙撃し重傷を負わせた。
同年11月23日午前、大長健一は、宮崎斉蔵ら5名と共に、別府市石井組の「新都」を襲撃した。大長健一は、宮崎斉蔵ら3人を「新都」の表玄関に待機させ、1人を伴って、3階の石井一郎の部屋に直行した。石井一郎は不在だった。大長健一は、2階の若衆部屋を襲った。大長健一は、土谷信義を鎧通しで斬って10日間の傷を負わせ、河辺修一の背中を鎧通しで刺して重傷を負わせた。大長健一や宮崎斉蔵らは、鶴見岳の山麓を通り、湯布院温泉を経て九重町に出て、九重町から玖珠川沿いに進んで日田市に着き、日田市から列車に乗って逃亡した。門司警察署は、宮崎斉蔵も指名手配した。
同年12月上旬、松村武旺は、単身で別府市石井組の「新都」を襲撃した。松村武旺は、駆けつけた別府警察署署員に逮捕された。その後、松村武旺は、懲役1年6ヶ月の実刑判決を受けた。
昭和32年（1957年）4月、門司警察署は、大長健一への特別捜査班「Gグループ」を結成した。「天皇御巡幸前に大長健一を捕らえる」という合言葉もと、捜査が開始された。
昭和33年（1958年）、宮崎斉蔵が、門司市内で逮捕された。
同年2月、大長健一は愛知県名古屋市内に潜伏した。同年3月25日、学生服姿に変装して名古屋市に入っていた福岡県警特捜班門司警察署・佐伯部長刑事と塚田刑事は、大長健一が名古屋市中村区椿町のアパートから大長組の子分と連絡を取っていることを突き止めた。同年3月27日午後1時30分ごろ、佐伯部長刑事と塚田刑事は、名古屋市中村警察署の協力を得て、大長健一が愛人と名鉄新名古屋駅の屋上で待ち合わせしているところを逮捕した。大長健一は、中村警察署で簡単な取調べを受けた後、佐伯部長刑事と塚田刑事に伴われて、門司警察署に護送された。同年3月29日朝から、大長健一は食事に手をつけなくなった。同年4月17日、大長健一は福岡地裁小倉支部に起訴され、小倉拘置所の病舎に移された。同年5月半ば、小倉拘置所にいた宮崎斉蔵も絶食を始めた。一週間後、宮崎斉蔵は、診察に来た医務課長に殴りかかり、看守に取り押さえられた。その後、大長健一は牛乳を血管注射した。大長健一の容態が急変した。大長健一は高熱を出し、体中に大きな紫斑ができた。同年5月27日、大長健一は肝炎、胃神経症、肺陳旧性浸潤と診断された。同年6月3日午前0時、大長健一の拘置が執行停止となった。大長健一は、門司市民病院に入院した。同年6月9日、大長健一は門司労災病院に移された。その後、大長健一は、病院内を歩けるようになるまで回復した。同年夏の夕方、大長健一は病院内での着衣のまま、手配しておいた車で、門司市畑田町の自宅に顔を出した。母・静江が、大長健一の帰宅を待っていた。
同年9月8日、松村武旺が、宮崎刑務所から出所した。大長健一は、門司労災病院で、松村武旺に地回りの徹底を指示した。
同年夏、土谷豊が、ビュイックで、門司市を訪れ、山本清や斉藤和雄と会った。このころ、土谷豊は石井一郎の舎弟格として、筑豊の炭鉱主が中小炭鉱に貸し付けた債権の取立てを行っていた。
同年秋、前田健治（後の四代目工藤會副会長常任相談役）は、パチンコ店で、客からパチンコ玉をたかろうとしていたところを、地回りをしていた松村武旺に見つかった。松村武旺は、前田健治を店外に連れ出し、殴り倒した。翌日から前田健治は、松村武旺を付け狙った。2日後、前田健治は松村武旺を見つけ、ジャックナイフを突き出した。松村武旺は、前田健治の攻撃をかわした。松村武旺が前田健治を説得し、前田健治もジャックナイフを仕舞った。

同年12月8日午後8時20分すぎ、急行高千穂号事件が勃発した。

## 急行高千穂号事件以後
同年年末から昭和34年（1959年）1月までの間に、土谷豊は、山本清、斉藤和雄、宮倉徹らを集めて、門司市内に、土谷組（後の工藤會土谷組）を結成した。土谷豊は、大長組が守りをするパチンコ店の従業員に話をつけて、従業員に裏からパチンコ玉を出させ、パチプロを雇って、パチプロに土谷組の護衛を付けさせて、大勝させていった。パチンコ店から、土谷組の行動が、大長組金庫番兼代貸格・豊島一広に伝えられた。同年1月下旬、豊島一広は、防府市の兄弟分と若衆10人を連れて、土谷豊と山本清と河野信夫の3人を、三光寺境内に連行した。豊島一広と防府市の兄弟分が、土谷豊に鎧通しを突きつけ、若衆たちが山本清と河野信夫に日本刀を突きつけて、大長組が守りをするパチンコ店にが手を出さないように脅迫した。
昭和34年（1959年）1月27日、門司市栄町の上海パチンコ店で、土谷組組員数人が遊んでいたところ、大長組組員が追い出した。山本清、斉藤和雄、宮倉徹、河野信夫、今井秀雄、三桑野三男ら土谷組組員7人はアジトである旅館に戻った。同日午後7時30分になっても、土谷豊からの連絡が、旅館に入ってこなかった。山本清や今井秀雄らは、土谷豊が大長組にさらわれたのではないかと疑った。土谷組組員7人は、大長健一が入院中だった門司労災病院に行き、大長健一の病室（個室だった）を覗いたが、大長君子にすぐドアを閉められた。土谷組組員7人は、門司労災病院を出るところで、大長健一の末弟と出会った。土谷組組員7人は、大長健一の末弟と、大長健一の自宅に行ったが、土谷豊はいなかった。土谷組組員7人は、大長健一と話し合うため、門司労災病院に戻った。この知らせを受けた大長定雄や豊島一広ら大長組組員14、15人が日本刀や短刀を持って、門司労災病院に急行した。同日午後9時ごろ、大長組組員たちは、土谷組組員を切りつけて、山本清と今井秀雄にそれぞれ4週間の重傷を負わせ、三桑野三男に1週間の傷を負わせて逃走した。門司警察署は、門司市内に非常線を張った。
同日夜、大長健一は門司労災病院を抜け出し、大長定雄ら大長組組員5人らと、非常線を突破し、熊本県小国町の杖立温泉に潜伏した。同年1月30日午前、警察は、大長健一が門司労災病院から逃亡したことに気がついた。大長健一は、同行していた大長組組員のうち2人を、別々に別府市に送り、石井組を探らせた。2人からは、ずっと「石井一郎は関西に出向いていて、別府には不在」の報告がなされた。1週間後、大長健一は、別府市に送り込んだ2人を引き上げさせた。翌日、大長健一たちは、杖立温泉を去り、門司市に向かった。同年2月13日午後7時45分ごろ、大長健一と大長の隣家の沖仲仕は、門司市港町で、福岡県警北九連絡所のパトカーで警邏中の平山満巡査と竹原隆義巡査に職務質問された。大長健一は、逃走した。平山満が追跡した。大長健一は、平山満に下駄を投げつけて抵抗した。平山満は公務執行妨害の現行犯で、大長健一を逮捕した。大長健一と大長の隣家の沖仲仕は、門司警察署に連行された。大長の隣家の沖仲仕は、釈放された。大長健一は再び絶食を始めた。大長定雄ら大長組5人が、山本清と今井秀雄と三桑野三男に対する傷害で自首した。土谷豊も警察に出頭させられたが、拘留21日で釈放された。その後、山本清と三桑野三男は懲役3年の判決を受けた。今井秀雄は懲役5年の判決を受けた。大長定雄は過剰防衛で懲役7年の判決を受けた。河辺修一も松村武旺殺害容疑で逮捕され、懲役21年6ヶ月の実刑判決を受けた。
同年2月末、大長健一は、絶食の衰弱により、病舎に移された。同年3月、大長健一は腐った牛乳を血管注射した。同年3月19日、大長健一は高熱を出し、多くの青黒い浮腫が浮き出し、吐血をし、下血していた。国立小倉病院の内科部長が呼ばれ、大長健一を診察した。国立小倉病院や市立記念病院などの各総合病院は、「逃亡のおそれのある前科者は入れない」として大長健一の引取りを拒否した。同年3月21日、小倉市古船場の警察医・個人病院「掛札医院」が、「逃亡しても責任は負わない」と云う条件で、大長健一の引き取りを了承した。同日、大長健一は、掛札医院に移送され、拘置執行が停止された。大長健一の3人の弁護士が、保釈金30万円を立て替えて支払った。元参議院議員で、緑屋デパート社長・島田千寿が、大長健一の身元引受人となった。同年4月末、大長健一は歩行に不自由しなくなってきた。同年8月20日前後から、大長健一は密かに体を動かす練習を始めた。同年9月1日、掛札病院は、大長健一の拘置執行停止期間の延長を求めた。同年9月15日までの拘置執行停止が認められた。同年9月6日午後、大長君子が掛札病院を訪れ、大長健一に面会した。同日午後3時ごろ、大長君子は大長健一の髪を洗ってあげた。同日午後9時ごろ、大長君子は掛札病院を出た。同年9月7日午前0時から午前5時までの間に、大長健一は、掛札病院から脱走した。同日午前8時、掛札病院の看護婦が、大長健一がいないことに気がつき、小倉警察署に届け出た。同日午前9時ごろ、外部から掛札病院の大長健一へ電話がかかってきた（小倉警察署は脱走の成否を確認するための電話だと考えた）。同日午前10時すぎ、大長君子が、掛札病院を訪れ、掛札病院と小倉警察署署員に泣いて詫びた。門司警察署は、大長健一の自宅や身内の者の家、門司駅、門司港駅などに張り込み、非常警戒をした。小倉警察署も非常線を張った。同日、大長健一の拘置執行停止が取り消された。大長健一は、宮崎斉蔵と合流し、関西に脱出した。同年9月9日、福岡地裁小倉支部は、大長健一の保釈金30万円（実際は大長健一の3人の弁護士が立て替えていたため、3人の弁護士の負担となった）を没収した。
大長健一と宮崎斉蔵は、山陽本線で京都に着き、数日間滞在した後、大和郡山市の隠れ家に入った。
同年9月下旬から10月初旬、大長健一は宮崎斉蔵とともに、関西汽船で別府市に入った。大長健一と宮崎斉蔵は、1週間野宿をしながら石井一郎の動向を探った。石井一郎は別府市にはいなかった。大長健一と宮崎斉蔵は、小倉市に移動した。その後、宮崎斉蔵は警察に逮捕された。
同年年末ごろ、大長健一と妻・君子は、長男とともに、奈良市内のアパートに潜伏し、ここで逃亡生活を始めた。大長健一は「中町」という偽名を使った。
昭和35年（1960年）8月5日、大長健一と妻・君子の間に、長女が誕生した。
昭和36年（1961年）3月、大長健一たちは、奈良駅の近くの奈良市中清水町の「沢ノ井アパート」に転居した。同年4月、大長健一の長男が、市立大宮小学校に入学した。
同年4月27日、門司警察署の武田部長刑事、塚田刑事ら3人が、奈良市に入った。同年5月5日午後7時20分ごろ、奈良警察署は、門司警察署と協力して、沢ノ井アパートで、大長健一を逮捕した。同年5月6日午後7時、大長健一は門司警察署に向かって護送された。それから、大長健一は小倉拘置所に送られた。大長健一は、小倉拘置所で、土谷組・土谷豊会長、土谷組若頭・前田健治、土谷組舎弟頭・山本清らと面会し、「門司の港の方を大長組が守り、門司の街の方を土谷組が取る」ことを取り決めた。
同年、大長君子は、門司市本川町に一軒家を借り、畑田町の戦災住宅を出た。畑田町の戦災住宅には、母・静江が住んだ。
同年、大長健一は懲役7年の実刑判決を受けた。同年夏、大長健一は岡山刑務所に収監された。その後、大長健一は京都刑務所に押送された。さらに、大長健一は府中刑務所に押送された。
昭和39年（1964年）末、大長定雄が出所した。
昭和43年（1965年）の梅雨明け、大長健一は、八王子医療刑務所を出所した。大長定雄、宮崎斉蔵、豊島一広らが出迎えた。大長健一は、門司市本川町の借家に帰った。前田健治や山本清が、ビールケースを持参して、放免祝いに駆けつけた（土谷豊は服役中だった）。大長健一は、前田健治を通じて、石井一郎に面会を求めた。石井一郎は、大長健一との面会を拒否した。
同年、大長定雄は、元大長組の岩崎の知り合い・溝下秀男（後の三代目工藤會會長、四代目工藤會総裁、名誉顧問）の保釈金を出した。同年夏、溝下秀男は、40日間の絶食で、拘留執行停止を受けた。同年夏、溝下秀男は、岩崎とともに、大長健一宅を訪問した。
昭和44年（1969年）夏、溝下秀男は、大長定雄のもとで部屋住みを始めた。
昭和45年（1970年）、大塚兼雄は引退し堅気となった。
同年9月19日、大長健一は、宮崎斉蔵とともに北九州市門司区栄町の小料理屋「花のつゆ」でふぐとエビフライを食べ、酒を飲んだ。大長健一はスナック「百合」に入り、流しを呼んだ。宮崎斉蔵はドアの外で待機していた。大長健一は、宮崎斉蔵をスナック「百合」の店内に入れた。宮崎斉蔵が1曲歌った後、大長健一は童謡を歌った。同日午後9時ごろ、スナック「百合」での飲み会はお開きとなり、大長健一は、一緒だった前田健治と山本清を返した。大長健一と宮崎斉蔵は、キャバレー「月世界」に入った。大長健一と宮崎斉蔵は、キャバレー「月世界」からの帰り際、土谷組幹部・土谷誠と競輪のコーチ屋・猿渡と出会った。大長健一は、競輪のコーチ屋・猿渡に罵声を浴びせ、頭を叩いた。同日午後10時ごろ、土谷誠は、近くの食堂「満作」から刃渡り30センチくらいの刺身包丁を持ち出した。その直後、キャバレー「月世界」のカウンター付近で、大長健一は、土谷誠に刺身包丁で、左腹部を刺された。宮崎斉蔵は、土谷誠に刺身包丁で、みぞおちを刺された。大長健一は、宮崎斉蔵を、北九州市門司区老松1丁目の国道3号の桜町交差点近くまで運んで、力尽きた。同日午後10時10分ごろ、通行人が血まみれの大長健一を発見し、119番通報した。その直後、宮崎斉蔵は、自力で、同区の浅生外科までたどり着いた。それから、宮崎斉蔵は意識不明の重体に陥った。大長健一は長崎外科に搬送された。同日午後11時ごろ、大長君子は刑事の訪問を受け、大長健一が長崎外科に搬送されていることを知った。大長君子は長崎外科に急行した。宮崎斉蔵は、浅生外科で、一命を取り留めた。門司警察署は特別捜査本部を設け、捜査を開始した。
同年9月20日午前0時過ぎ、大長健一は、長崎外科で出血多量により死亡した。

## エピソード
- ある日、溝下秀男（後の三代目工藤會會長、四代目工藤會総裁、名誉顧問）が、知り合いの堅気の社長を、大長健一に紹介した。後日、大長健一がギャンブルに負けてしまうと、溝下秀男に、溝下の知り合いの社長から、5万円ほど取ってくるように命じた。溝下秀男は困惑した。すると、大長健一は、溝下秀男に「堅気は食うもんや、ええから行ってつまんで来い」と云った[9]。

## 大長健一関連の書籍
- 本堂淳一郎『＜兇健＞と呼ばれた男』幻冬舎＜幻冬舎アウトロー文庫＞、2001年、ISBN 4-344-40128-X
- 本堂淳一郎、天龍寺弦、鴨林源史『実録　最兇ヤクザ伝　兇健と呼ばれた男　大長健一　門司の番長編』竹書房、2004年、ISBN 4-8124-5986-9
- 本堂淳一郎、天龍寺弦、鴨林源史『実録　最兇ヤクザ伝　兇健と呼ばれた男　大長健一　虎と兇健編』竹書房、2004年、ISBN 4-8124-6043-3
- 本堂淳一郎、天龍寺弦、鴨林源史『実録　最兇ヤクザ伝　兇健と呼ばれた男　大長健一』竹書房、2004年、ISBN 4-8124-6103-0
- 本堂淳一郎、天龍寺弦、鴨林源史『実録　最兇ヤクザ伝　兇健と呼ばれた男　大長健一　最後の絆編』竹書房、2005年、ISBN 4-8124-6121-9

## 大長健一関連の映画・オリジナルビデオ
- 『実録・九州やくざ列伝　兇健と呼ばれた男』（2003年、GPミュージアム）、主人公・大長健一役は白竜